# Nicola Gratteri

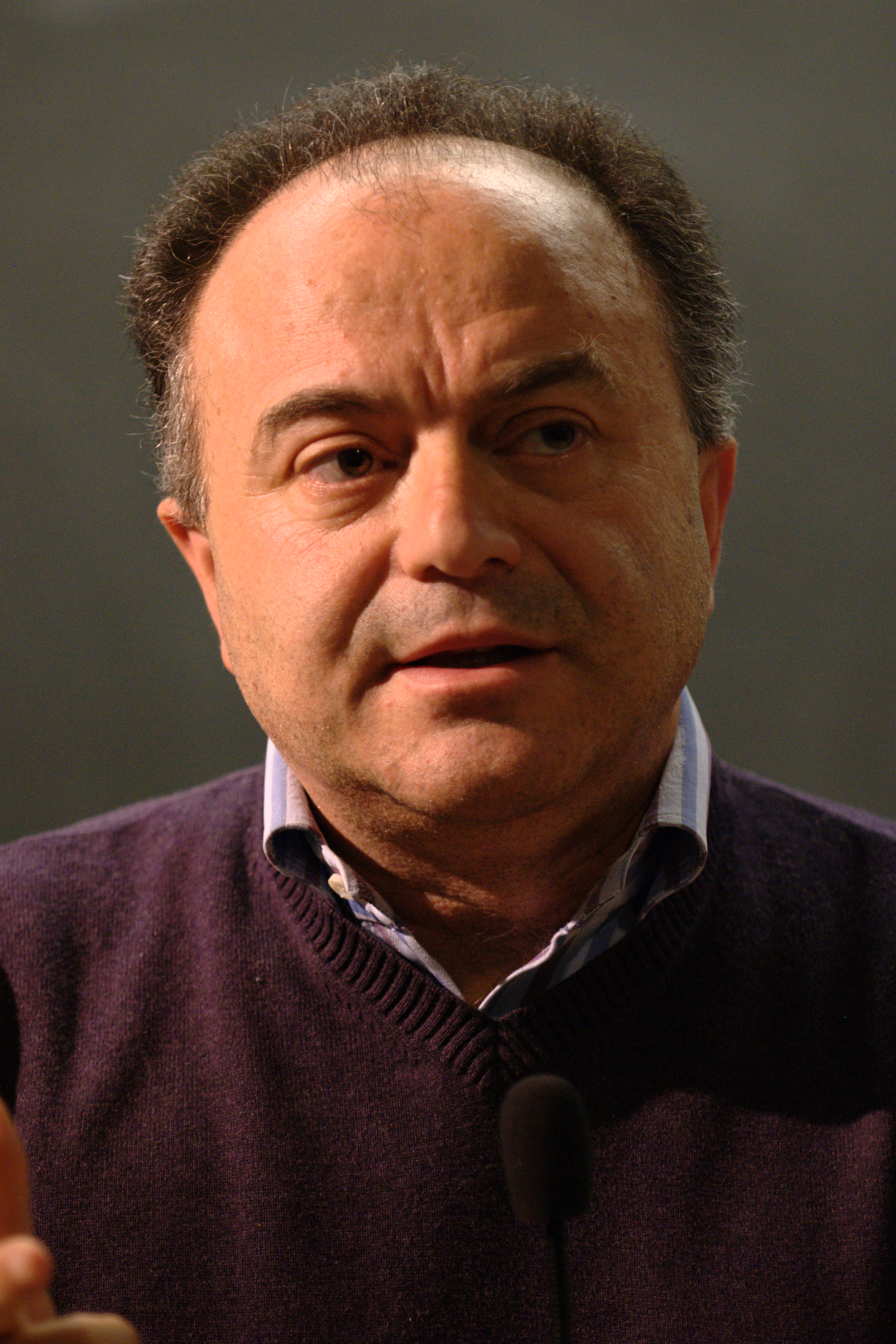
Nicola Gratteri während einer Konferenz zur ’Ndrangheta bei ELSA-Trient

Nicola Gratteri (* 1958 in Gerace) ist ein italienischer Staatsanwalt.

## Lebenslauf
Nach dem Wissenschaftsabitur schrieb er sich an die Juristische Fakultät der Universität von Catania ein. Er schloss sein Studium nach vier Jahren ab und begann zwei Jahre später seine Karriere an der Magistratur in Reggio Calabria.
Derzeit ist Gratteri einer der bekanntesten Staatsanwälte der Direzione Distrettuale Antimafia. Gratteri steht seit April 1989 auf Grund seiner hervorragenden Stellung im Kampf gegen die kalabresische Mafia ’Ndrangheta unter Personenschutz. Am 21. Juni 2005 entdeckte die Sondereinsatztruppe Raggruppamento Operativo Speciale der Carabinieri in der Ebene von Gioia Tauro ein Waffenarsenal (ein Kilogramm Plastiksprengstoff mit einem Zünder, Raketenwerfer, Kalaschnikows, Handgranaten), die möglicherweise für ein Attentat gegen Gratteri genutzt werden sollten.
Er gilt als einer der besten Kenner der Verwicklungen zwischen Ermittlung, Rechtsprechung und Strafvollzug, die die drei großen italienischen Mafiagruppen stärkten.
Er nahm an verschiedenen Fernsehdiskussionen der Rai teil, auch um seine Bücher Fratelli di sangue, La Malapianta und La giustizia è una cosa seria vorzustellen. Hierbei wies er darauf hin, wie mit wenigen kostenfreien Mitteln die Abhörmaßnahmen verbessert werden könnten.
Im Januar 2021 leitete er einen weiteren Anti-Mafiaeinsatz in mehreren Teilen Italiens. Seit dem 13. Januar 2021 führt Gratteri einen Prozess gegen die ’Ndrangheta, bei dem rund 350 Mitglieder und Helfer der Mafia angeklagt sind.
Gratteri ist seit dem 13. September 2023 leitender Staatsanwalt am Gericht von Neapel.